# Historie twojego życia
Historie twojego życia – dziesiąty album polskiego zespołu Verba, wydany 17 marca 2015 roku.
Do utworu „Chce się żyć” powstał teledysk.

## Lista utworów
1. Teraz chcę być przy tobie (3:48)
2. Nie patrz na innych (3:25)
3. Po prostu się zauroczyłem (3:15)
4. Przyjaźń (3:17)
5. Z tobą na wieczność (3:26)
6. Więzienna brama (2:46)
7. Tęsknię za tobą (3:05)
8. Dziewczyny z R8 (3:16)
9. Między nami chemia (3:17)
10. Chce się żyć (3:41)
11. Młode wilki 11 (3:53)
12. Nie będzie tego co było (2:37)
13. Sprawiedliwość (3:36)
14. To co zrobiłeś niszczy (3:11)
15. Nikt nie kocha tak mocno (2:40)
16. Jeśli zawiódł cię ktoś (3:32)
17. Lubię to za mało (3:14)
18. Nasza droga jest taka sama (3:14)
19. Choroba (5:30)